# Cànula orofaríngia

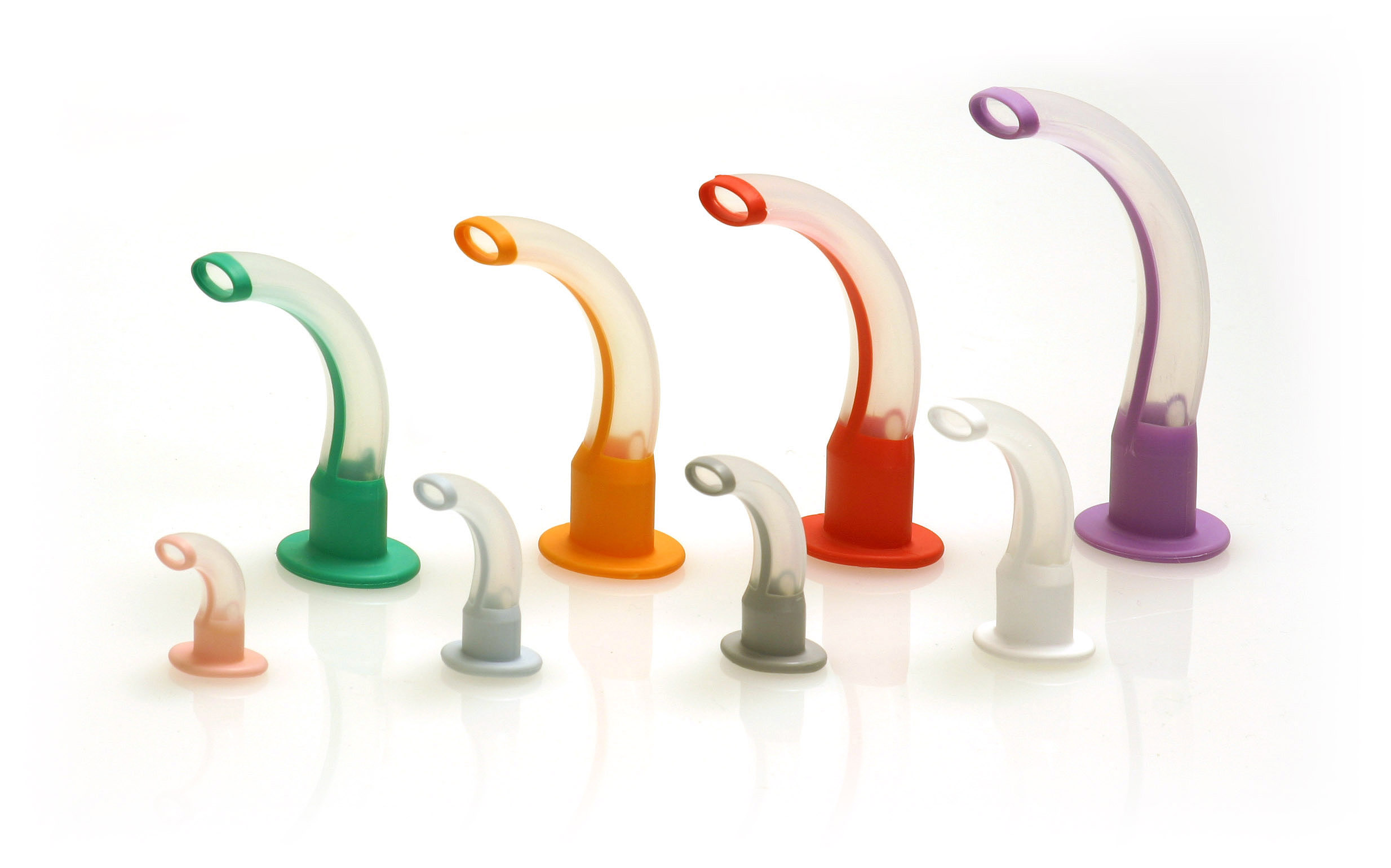
Tubs de Guedel de diferents mides. La part inferior és que sobresurt per entre els llavis.

Una cànula orofaríngia (o cànula de Guedel o tub de Guedel) és un dispositiu mèdic en forma de tub corbat i rígid que s'utilitza per obrir o mantenir obertes les vies respiratòries superiors del pacient. Això ho fa impedint que la llengua cobreixi l'epiglotis, que podria evitar que la persona respiri. Quan una persona queda inconscient, els músculs de la mandíbula es relaxen i permeten que la llengua, caient enrere, obstrueixi la via aèria.

## Inserció
La mida correcta es determina per la distància entre primers incisius fins a l'angle de la mandíbula. El tub s'insereix en la boca de la persona amb la concavitat del tub enlaire (al revés de com ha de quedar col·locat). Un cop la cànula contacta amb la part posterior del paladar, aquesta es gira 180 graus.